# 桑谢
桑谢（法語：Sanchey，法語發音：[sɑ̃ʃɛ] ⓘ）是法国大東部大區孚日省的一个市镇，属于埃皮纳勒区。

## 地理
桑谢（48°10'21"N, 6°21'49"E）面积5.51 平方千米，位于法国大東部大區孚日省，该省份为法国东北部内陆省份，北起默兹省和默尔特-摩泽尔省，西接上马恩省，南至上索恩省和贝尔福地区省，东临上莱茵省和下莱茵省。
与桑谢接壤的市镇（或旧市镇、城区）包括：绍穆塞、达尔尼约勒、莱福日、勒诺瓦、于克瑟涅。

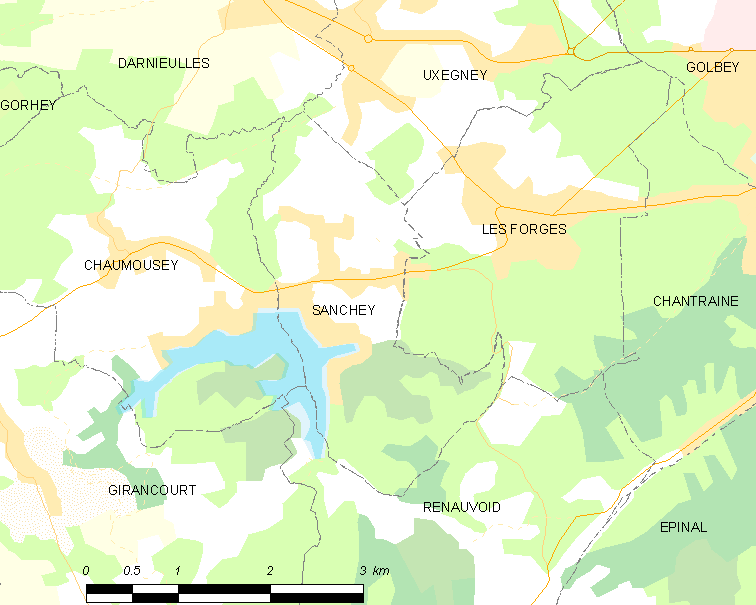
桑谢的OSM定位图

桑谢的时区为UTC+01:00、UTC+02:00（夏令时）。

## 行政
桑谢的邮政编码为88390，INSEE市镇编码为88439。

## 政治
桑谢所属的省级选区为埃皮纳勒第一县。

## 人口

1962-2008年间桑谢人口变化图示

桑谢于2022年1月1日时的人口数量为953人。